# Kula czasu

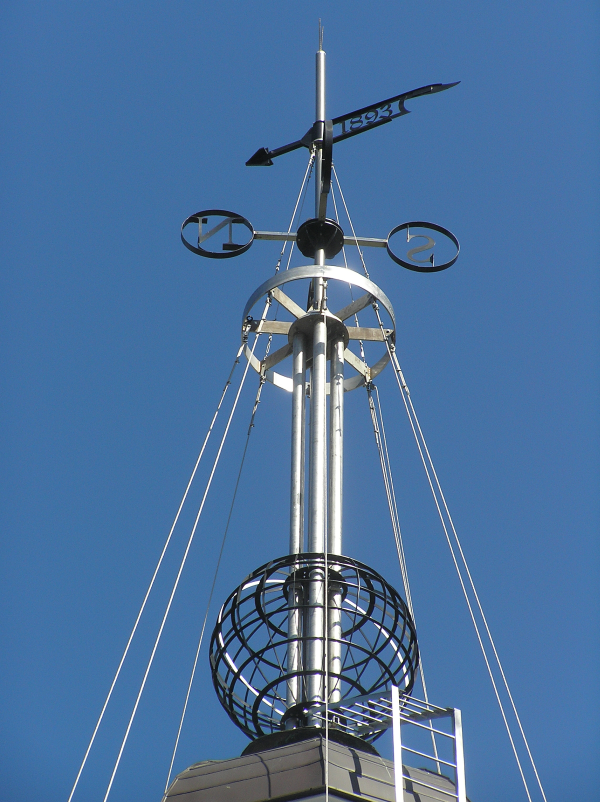
Kula czasu w Nowym Porcie

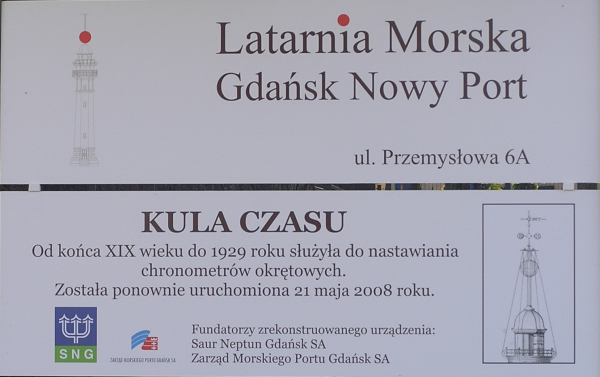
Tablica znajdująca się przy latarni

Kula czasu – urządzenie używane w XIX wieku do weryfikacji aktualnej poprawki  chronometrów okrętowych.
W portach, które dysponowały kulą czasu, o 12 w południe można było skorygować wskazania chronometrów. Dokładnie o 11:55 żelazną kulę wciągano ręcznie za pomocą korbki do połowy masztu. Dokładnie o 11:58, także ręcznie, kulę wciągano na szczyt masztu. Punktualnie o godzinie 12:00 odbierano telegraficzny sygnał z obserwatorium astronomicznego (w Gdańsku odbierano sygnał z Berlina). Pod wpływem impulsu generowanego przez sygnał uwalniał się zaczep kuli, która spadała, dając sygnał nawigatorom na statkach. Nawigatorzy mogli dzięki temu ustalić wartość aktualnej poprawki chronometrów na statkach w porcie i na redzie. Na świecie zachowało się zaledwie kilka egzemplarzy, m.in. w Wielkiej Brytanii, Stanach Zjednoczonych i Nowej Zelandii.
Gdańska kula czasu – była to stalowa ażurowa sferyczna konstrukcja średnicy 1,5 metra, ważąca 75 kg, umieszczona na trzymetrowym maszcie ponad kopułą latarni morskiej w Nowym Porcie. Zrekonstruowana kula różni się od poprzedniej: jest sferyczną konstrukcją o 1,7 m średnicy i ciężarze 70 kg, a sygnał emitowany jest pięć razy dziennie (o godz. 10, 12, 14, 16 i 18). Obecnie sygnał emitowany jest z Europejskiej Centrali Czasu w Mainflingen koło Frankfurtu.